# Mešita sultána Ahmeda
Mešita sultána Ahmeda (turecky Sultanahmet camii) je historická mešita v Istanbulu, největším městě Turecka a hlavním městě Osmanské říše (od roku 1453 do 1923). Díky obložení stěn modrými dlaždicemi je též známa jako Modrá mešita.
Je nejznámějším symbolem Istanbulu hned po Hagii Sofii, jedná se o druhou největší mešitu ve městě, která jako první měla šest minaretů. U mešit platí pravidlo: běžná mešita má jeden minaret, lepší může mít dva minarety, ale šest minaretů smí mít pouze mešita v Mekce. Pověst proto praví, že sultán musel nakonec nechat postavit v Mekce sedmý minaret.

## Vznik a vývoj stavby
Byla postavena roku 1617 pro sultána Ahmeda I. Poloha mešity vysoko nad vodami Marmarského moře, její stavební řešení i výzdoba představují vrchol osmanské architektury. V interiéru mešity zaujmou čtyři mohutné rýhované pilíře nesoucí hlavní kupoli, stovky červenobílých modlitebních koberečků, pět řad barevně zasklených oken. Obložení stěn modrými fajánsovými dlaždicemi, které daly mešitě přívlastek „modrá“. K mešitě přiléhá i Muzeum koberců a kelimů. Nedaleko je také Mauzoleum Sultána Ahmeda I.
Naproti Modré mešitě stojí velkolepé dílo byzantského umění chrám Boží moudrosti Hagia Sofia. Tato sakrální stavba sloužila jako muzeum, v červenci 2020 byla na základě dekretu prezidenta Recepa Tayyipa Erdoğana opětovně přeměněna v mešitu.

## Osoby pohřbené v mešitě

### Sultáni
- Ahmed I.
- Osman II.
- Murad IV.

### Manželky sultánů
- Kösem Sultan, manželka Ahmeda I. a matka dalších tří sultánů

### Princové
Synové Ahmeda I.:
- Şehzade Mehmed
- Şehzade Bayezid
- Şehzade Süleyman
- Şehzade Selim

Synové Murada IV.:
- Şehzade Ahmed
- Şehzade Numan
- Şehzade Orhan
- Şehzade Hasan
- Şehzade Suleiman
- Şehzade Mehmed
- Şehzade Osman
- Şehzade Alaeddin
- Şehzade Selim
- Şehzade Mahmud

### Princezny
Dcery Ahmeda I.:
- Gevherhan Sultan
- Ayşe Sultan
- Fatma Sultan

Dcery Murada IV.:
- Safiye Sultan
- Rukiye Sultan